# La Diaria
la diaria (estilizado como la diaria) es un periódico uruguayo fundado en 2006, editado en Montevideo y de circulación diaria.  Su circulación es verificada por la institución argentina IVC.

## Modelo de gestión
Es propiedad de una cooperativa conformada por quienes trabajan en la empresa y expresan la voluntad de formar parte de la experiencia de autogestión.
El carácter independiente del medio se sustenta en su capacidad de financiar el 86% de su presupuesto gracias a que 23.000 personas pagan su suscripción a alguna de las publicaciones de la diaria (cifra actualizada en marzo de 2025). Desde un comienzo la edición impresa circuló exclusivamente por suscripciones, dado que la diaria no aceptó las condiciones que el monopolio de la distribución de publicaciones impresas exigía para su venta en kioscos. También fue un medio pionero en el lanzamiento de la suscripción digital, que hoy representa el 57% de las suscripciones y 34% de sus ingresos.
En los últimos años la diaria ha hecho una fuerte apuesta al periodismo especializado mediante el lanzamiento de boletines informativos y portadas de áreas en los que un equipo de la redacción interactúa con una comunidad de conocimiento conformada por quienes forman parte de Comunidad la diaria.  Esto ha permitido mejorar el tratamiento periodístico que realizan en temas como ciencia, educación, economía, feminismos, justicia, salud y trabajo. La última gran apuesta al periodismo especializado fue en clave territorial y consistió en la creación de la diaria Local, una apuesta a construir un medio de dimensión nacional con versiones departamentales (las primeras fueron la diaria Colonia y la diaria Maldonado).

## Línea editorial
Desde marzo de 2025, la dirección periodística de la diaria está a cargo de Cecilia Álvarez, que sucedió en el cargo a Natalia Uval (2021-2025), Lucas Silva (2014-2021) y a Marcelo Pereira (2006-2014).
la diaria se autodenomina como un medio independiente de intereses político partidarios y económicos. Su fin primordial es "informar con veracidad, honestidad y equilibrio, pero siempre con la perspectiva de construir relaciones sociales más solidarias y justas". El respeto a los derechos humanos, la expansión de los derechos de las personas en todas sus dimensiones, el combate a la desigualdad y la profundización de la democracia son algunos de sus ejes editoriales. También se plantea la promoción de modelos alternativos de desarrollo vinculados a la economía solidaria, a la autogestión y al cooperativismo.
En términos informativos, su propósito es ampliar la agenda y el enfoque de los temas, bajo la premisa de darles contexto y contenido a los hechos seleccionados en el temario. 
la diaria promueve asimismo la participación de la comunidad como una de las principales fortalezas de su proyecto editorial. En este sentido, fomenta intercambios con sus lectores para la definición de las agendas periodísticas y para la construcción de conocimiento colectivo que contribuya a lograr coberturas más profundas y precisas de los temas.
Teniendo en cuenta la segmentación y diversificación cada vez mayores de los intereses de los lectores, la diaria proporciona una oferta informativa especializada en áreas como ambiente, ciencia, trabajo, feminismos, salud, educación y justicia.